# El Poal
El Poal – gmina w Hiszpanii, w prowincji Lleida, w Katalonii, o powierzchni 8,86 km². W 2011 roku gmina liczyła 649 mieszkańców.